# Човек који се смеје
Човек који се смеје (фр. L'Homme qui rit) роман је Виктора Игоа објављен априла 1869. година. Иако је једно од Игоових најнејаснијих дела екранизовано је 1928. у истоименом филму режисера Паула Ленија, са Конрадом Вејтом, Мери Филбин и Олгом Баклановом у главним улогама. Жан-Пјер Амери је 2012. снимио истоимени филм у којем главне улоге тумаче Жерар Депардје, Марк-Андре Гронден и Криста Тере.

## Настанак дела
Виктор Иго је Човека који се смеје писао током петнаест месеци проведених на острвима у Ламаншу, након што је прогнан из Француске. Његова претходна дела изражавала су контроверзно виђење политичких прилика у Француској. Радни назив овога дела био је На краљеву заповест али су Игоови пријатељи предложили да се зове Човек који се смеје.

## Радња
На почетку романа описани су неки од главних ликова овог дела: шарлатан који носи медвеђу кожу и себе назива Урсус, што на латинском значи медвед, и његов верни пратилац и једини пријатељ, припитомљени вук Хомо (латински назив за човека). Урсус живи у колиби на точковима са којом посећује вашаре и пијаце по јужној Енглеској где продаје народне лекове.
Након описа Хома и Урсуса, радња се помера на обалу Енглеске у ноћ 29. јануара 1690. године. Група скитница, чији идентитет се не открива читаоцу, ужурбано утоварује брод и спрема се да исплови. Један десетогодишњи дечак је у њиховом друштву али га они остављају на обали и отпловљавају.
Изгладнео, босоног и очајан дечак лута кроз мећаву и долази до вешала где проналази тело обешеног криминалца. Мртвац на себи има ципеле, дечак их узима и наставља даље да се креће. У међувремену, брод са скитницама тоне након велике олује у Ламаншу. Дечак наставља даље да се креће и наилази на тело жене у ритама која је преминула због смрзавања. Таман када се спремао да настави даље чуо је дечји плач. У наручју жене пронашао је новорођенче, девојчицу, обешену о женину дојку.
Дечак узима у наручје девојчицу и наставља даље да иде. Такође, примећује да је девојчица слепа. Успева да дође до засеока Вејмут али нико не жели да му отвори врата све док не наиђе на колибицу на кочијама у којој је живео Урсус. Урсус га невољно прихвата, даје му да једе и пије а нешто касније примећује и полумртво новорођенче. Видевши да се дечак смеје говори му да то не ради, међутим, дечак се није смејао. Погледавши мало боље Урсус се згражава видевши да је дечаково лице унакажено како би се вечно кезио. Дечак Урсусу саопштава да му је име Гвинплен и да је то једино име које зна.
Радња се сада помера петнаест година у будућност тј. у 1705. када је Енглеском владала краљица Ана. Војвоткиња Џосијана, незаконита ћерка Џејмса II, досађује се уобичајеним животом на двору. Њен вереник Дејвид Дири-Моир, незаконити син лорда Кленчарлија, говори јој да је једини лек за њену досаду Гвинплен, мада јој није појаснио ко је или шта је Гвинплен.
Урсус је сада петнаест година старији. Вук Хомо је такође још увек жив. Гвинплен је постао двадесет петогодишњи мушкарац. Девојчица коју је Гвинплен спасао постала је шеснаестогодишња девојка по имену Деа, на латинском богиња. Иако слепа Деа је веома лепа и изразито чедна. Заљубљена је у Гвинплена и осећа његову нежну нарав иако не може да му види лице. Опипавајући његово лице она претпоставља да је он вероватно увек срећан зато што се стално смеје. Њих двоје се заљубљују једно у друго.
Урсус и његово двоје усвојене деце за живот зарађују наступајући као путујуће позориште Грин бокс на сајмовима и карневалима по јужној Енглеској. Где год да оду, Гвинплен крије доњи део свог лица. Он је сада постао главни извор прихода ове дружине. Код публике изазове смех сваки пут када покаже своје гротескно лице.
Једном приликом док су се припремали за наступ Урсус примећује једног човека у службеном оделу са необичним дрвеним штапом. Објашњава Гвинплену да је то вапентејк, краљевски стотинар тј. чиновник Круне. Кога год вапентејк додирне својим штапом позван је од краља и мора да иде где год вапентејк каже.
Присуствујући једној Гвинпленовој представи Џосијана бива заинтригирана његовом мушком грациозношћу и деформитетом лица. Такође, Гвинплен бива привучен њеном лепотом и надменим понашањем. Изненада, појављује се вапентејк и својим штапом додирује Гвинплена присиљавајући га да га следи до суда краљице Ане. Гвинплен је одведен у тамницу у Лондону где доктора по имену Хардкванон муче до смрти. Хардкванон препознаје унакаженог Гвинплена, поред тога он признаје да је његову отмицу и деформисање лица обавио пре двадесет три године.
Године 1682, током владавине Џејмса II, један од краљевих непријатеља био је лорд Линеас Кленачарли, маркиз од Корлеона и барон у Дому лордова. Био је привржен републиканском уређењу због чега је морао да емигрира у Швајцарску. Након смрти лорда Кленчарлија, краљ је наредио отмицу његовог двогодишњег сина Фермена, законитог наследника. Краљ је Фермена продао банди скитница познатих као компрачикоси. Дејвид Дири-Моир је незаконити син лорда Линеаса. Њему је краљ обећао наследство његовог оца уколико се ожени Џосијаном, међутим, с обзиром да је Фермен жив оно ће припасти Гвинплену.
Реч компрачикос је осмислио Виктор Иго на основу шпанских речи за купце деце. Они за живот зарађују сакаћењем и унакажавањем деце, која су онда приморана да просе или се показују као чудаци. По краљевој заповести, двогодишњи Фермен им је продат и унакажен.
Сада се открива да су компрачикоси држали Фермена, којем су променили име у Гвинплен, наредних осам година све док га нису оставили на обали исте оне ноћи када је он пронашао Деу. Њихов брод је захватило снажно невреме за шта су кривили себе и свој однос према Гвинплену. Када су увидели да ће потонути и да им нема спаса решили су да се покају тако што су на једном пергаменту написали шта су урадили Фермену, након чега су се потписали и своје признање су ставили у боцу и бацили у море. Та порука је после петнаест година стигла до краљице Ане.
Гвинпленов изостанак је тешко погодио Деу а Урсуса су слагали да је мртав. Недуго затим власти их протерују из Енглеске због неовлашћеног поседовања вука.
Гвинплен случајно упознаје Џосијану током боравка у њеној палати у коју га је довео њен сплеткарош Баркилфедро. У први мах она га је скоро завела. Међутим, Џосијана убрзо добија писмо са краљичиним наређењем да се уда за њега (као замену за Дејвида) чиме јој Гвинплен престаје да буде интересантан као љубавник.
Гвинплен сада званично постаје лорд Фермен Кленчарли, маркиз Корлеона. Убрзо затим одлази на састанак Дома лордова. Приликом оштрог обраћања енглеским перовима о неједнакостима присутним у друштву бива исмејан због свог изгледа. На крају заседања у његову одбрану стаје једино Дејвид Дири-Моир који изазива десетак лордова на двобој али и самог Гвинплена јер је оптужио његову мајку да је била љубавница Чарлса II након што је била љубавница његовог оца Лорда Линеаса.
Гвинплен се одриче титуле пера и враћа се Урсусу, међутим, не успева да их пронађе и помишља на самоубиство. Након тога успева да их пронађе на броду који се спремао да исплови за Холандију. Деа је одушевљена што се Гвинплен вратио. Она испољава своја најдубља осећања према њему а након тога изненада умире. Урсус пада у несвест а Гвинплен одлази до ивице брода и баца се у море. Након што је дошао себи Урсус је видео да је Гвинплен нестао док Хомо са ограде брода жалосно гледа према мору и завија.